# Stegodyphus nathistmus
Stegodyphus nathistmus är en spindelart som beskrevs av Kraus 1989. Stegodyphus nathistmus ingår i släktet Stegodyphus och familjen sammetsspindlar. Inga underarter finns listade i Catalogue of Life.